# 瑙奇內

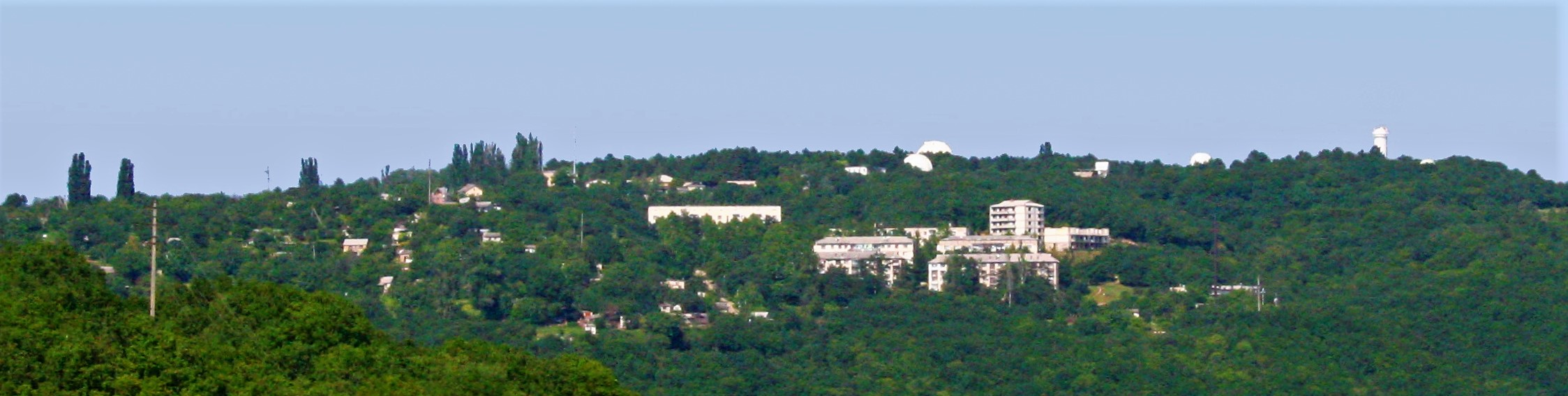
瑙奇内和克里米亞天文台

瑙奇内，法理上是乌克兰克里米亚自治共和国巴赫奇萨赖区的市级镇，但事实上是俄罗斯克里米亞共和國巴赫奇萨赖区的市级镇。距離辛菲羅波爾32公里，面積0.9平方公里，海拔高度574米，2014年人口780，人口密度每平方公里866.67人。